# Río Squamish
El río Squamish es un río corto pero muy caudaloso en la provincia canadiense de Columbia Británica. Su cuenca de drenaje tiene un tamaño de 3.328 kilómetros cuadrados. La longitud total del río Squamish es de aproximadamente 80 kilómetros. 

## Curso
El río Squamish drena un complejo de cuencas en las Montañas Costeras, justo al norte de Vancouver. Fluye generalmente hacia el sur hasta la cabecera de Howe Sound donde se encuentra la ciudad de Squamish.
El río Squamish se origina en la punta del campo de hielo de Pemberton. A medida que fluye hacia el sur desde el glaciar, se une a varios afluentes más alimentados por el glaciar. A unos 21,8 km al suroeste del nacimiento, el Squamish se encuentra con el río Elaho. El río Elaho, que es el mayor afluente del Squamish, en realidad tiene más volumen de agua que el Squamish donde se unen. Después de su confluencia con el Elaho, el río se desplaza hacia el sudeste otros 24,8 km hasta su confluencia con el río Ashlu, su segundo mayor afluente. A otros 16,4 km de allí, se encuentra con el río Cheakamus, y 4,7 km más al sur, con el río Mamquam. Desde allí, el río fluye otros 6 km hasta su desembocadura en la cabecera del Howe Sound. 